# Jonas Falk
Jonas Emanuel Falk (født 3. august 1944, død 26. december 2010) var en svensk skuespiller. Han var storebror til skuespilleren Niklas Falk.
Falk var medlem af Stockholms stadsteater siden 1987. Udover teatret medvirkede han i mange tv-produktioner på SVT, hvoraf mange var baseret på værker af Lars Norén.

## Død
Jonas Falk døde den 26. december 2010 efter længere tids sygdom. Han ligger begravet på Västra Kyrkogården i Göteborg.

## Udvalgt filmografi
- Skärgårdsflirt (tv-serie, 1973)
- Nilla (tv-serie, 1983)
- Taxibilder (tv-serie, 1984)
- Jungfruresan (1988)
- 1939 (1989)
- Kejseren af Portugalien (tv-serie, 1992-1993)
- Strisser, strisser (1993)
- Manden på balkonen (1993)
- Politimorderen (1994)
- Stockholm Marathon (1994)
- Läckan (tv-serie, 1996)
- Ellinors bröllop (1996)
- Svensson, Svensson - Filmen (1997)
- Tre kronor (tv-serie, 1997-1998)
- Kvinden i det låste værelse (tv-serie, 1998)
- Under solen (1998)
- Søen (1999)
- Det store gennembrud (1999)
- Reuter & Skoog (tv-serie, 1999-2001)
- En sang for Martin (2001)
- Återkomsten (tv-serie, 2001)
- En ø i havet (tv-serie, 2003)
- Skeppsholmen (tv-serie, 2002-2004)
- Oskar, Oskar (2009)